# Monumento ao Mineiro (Arroio dos Ratos)
O Monumento ao Mineiro (ou Estátua do Mineiro) é um monumento situado no município de Arroio dos Ratos, no estado do Rio Grande do Sul. Símbolo máximo da cidade arroio-ratense, a escultura é a representação da figura do mineiro, trabalhador típico da Região Carbonífera e responsável pela extração do carvão mineral.

## História
A pedido da Câmara Municipal de Arroio dos Ratos, a escultura comemora o decênio de emancipação política de Arroio dos Ratos, que até meados da década de 60, era então distrito do município de São Jerônimo. Inaugurado em dezembro de 1974, o monumento foi construído no logradouro central da cidade. Logradouro este, que passou a ser denominado como Largo do Mineiro após a instalação desta escultura em uma rótula, no início desta via.
A figura típica do mineiro é retratada na escultura de 2 metros de altura, em um pedestal de 1 metro de altura e 1 metro e 30centímetros  de largura. No monumento original, a mão esquerda da obra segura um lampião, instrumento usual dos profissionais das minas, e até hoje, se desconhecesse a razão da subtração deste elemento na peça fixada no Centro.